# Strigamia longicornis
Strigamia longicornis är en mångfotingart som först beskrevs av Frederik Vilhelm August Meinert 1886.  Strigamia longicornis ingår i släktet Strigamia och familjen spoljordkrypare. Inga underarter finns listade i Catalogue of Life.